# Беляев, Александр Константинович
Александр Константинович Беляев (род. 13 августа 1953 года) — российский учёный, специалист в области динамики и устойчивости конструкций, волновой динамики, конструкционной прочности, член-корреспондент РАН (2019). Один из 2 членов Австрийской академии наук граждан РФ. 
С 2015 по 2019 годы — директор Института проблем машиноведения РАН.
Член Президиума Российского национального комитета по теоретической и прикладной механике (с 2015 года).
Автор 255 научных работ.
Предложил новое направление — высокочастотная динамика инженерных сооружений, являющаяся связующим звеном между динамикой и термодинамикой. Считается одним из основателей направления Мехатроника. 
Ведет преподавательскую деятельность в должности профессора в Санкт-Петербургском государственном университете и Санкт-Петербургском политехническом университете.

## Награды
- Медаль ордена «За заслуги перед Отечеством» I степени (5 февраля 2024 года) — за большой вклад в развитие отечественной науки, многолетнюю плодотворную деятельность и в связи с 300-летием со дня основания Российской академии наук[2]
- Премия имени М. А. Лаврентьева (совместно с Н. Ф. Морозовым, П. Е. Товстиком, за 2015 год) — за серию работ «Динамика стержня при продольном сжатии. Развитие идеи М. А. Лаврентьева и А. Ю. Ишлинского»
- Премия имени П. Л. Чебышева в области математики и механики (премия Правительства СПб и СПбНЦ РАН, за 2018 год)[3]